# Pörnbach
Pörnbach település Németországban, azon belül Bajorországban. Lakosainak száma 2267 fő (2023. december 31.).

## Népesség
A település népessége az elmúlt években az alábbi módon változott:
| Lakosok száma | 519  | 1067 | 1036 | 1485 | 2081 | 2191 | 2208 | 2184 | 2179 | 2267 |
|               | 1875 | 1950 | 1975 | 1987 | 2012 | 2014 | 2016 | 2017 | 2021 | 2023 |